# ショーン・レノン
ショーン・タロー・オノ・レノン（英語: Sean Taro Ono Lennon、日本名：小野 太郎〈おの たろう〉、1975年10月9日 - ）は、アメリカ生まれのミュージシャン。日系アメリカ人。ジョン・レノンの次男。母は前衛芸術家のオノ・ヨーコ。チボ・マットのサポート・メンバーとして1990年代後半に活動し、2006年までにソロ・アルバムを3枚、ミニ・アルバムを1枚発売している。

## 生い立ち
父親はビートルズのメンバーであったイギリス人のジョン・レノンで、母親は日本人のオノ・ヨーコ。レノン夫妻の結婚6年後にして初めて誕生した息子。誕生日は父と同じ10月9日である。母方の曾祖父に元日本興業銀行総裁の小野英二郎と、実業家の安田善三郎がいる。高祖父は元宇和島藩藩士・実業家の伊臣忠一と、安田財閥の創業者である安田善次郎。コロンビア大学を1年半で中退。
名付け親は、別居したジョンとヨーコの縒りを戻すきっかけを作ってくれたエルトン・ジョンで、ジョン・レノンの民族的ルーツであるアイルランドでの「ジョン」に相当する最もポピュラーな男子名ということで、「ショーン」を提案したという。ミドルネームの「タロー」はジョンから「なにか日本語の名前を付けてくれ」と頼まれたヨーコにより「ジョン」に相当する日本語のポピュラーな男子名が「太郎」だということで名付けられた。
ショーンが生まれて間もない頃、ジョンは絶え間のないレコード制作に辟易していたようで、その後所属レコード会社との契約が切れると何処のレーベルとも契約を交わすことなく音楽活動を停止している。
その後ジョンは主夫（ハウス・ハズバンド）となり、幼いショーンを育てることに没頭したと言われているが、実際のところどのような生活を送っていたかについては未だに明らかにされていないことも多く、この時期については謎も残っている。
1977年以降は一家で、日本の軽井沢にある小野家の別荘や、定宿の万平ホテルに長期間滞在し、主に旧軽井沢や離山房（喫茶店）でショーンを連れて歩くジョンの姿は現地で多く目撃されている。
1980年12月8日（日本時間9日）、ジョンが殺害される。この事件以降の数年間について、ヨーコは自らのアルバムのライナーノーツの中で「1981年から1983年にかけての私とショーンは、まるで雪原の中に二人して立っているような思いだった」と記している。ショーンは現場に居合わせておらず、後で「父（ジョン・レノン）が殺された」と母（オノ・ヨーコ）から聞かされると、その場で幼かったショーンは気丈に「ママは、キレイだからきっとまた良い人と巡り会えるよ」と言ったが、やはり父を亡くした悲しみとショックは大きかったようで、ベッド上で号泣していたという。

## 経歴
1984年に発表された、父･ジョンやエルヴィス・コステロなどによるヨーコの楽曲をカヴァーしたものを集めたコンピレーションアルバム、『Every Man Has A Woman～ジョンとヨーコの仲間たち』で初めてレコード・デビュー。
1986年にエルヴィス・プレスリーがロックの殿堂入りした際には、授賞式で異母兄のジュリアン・レノンとともにプレゼンターを務めた。
1988年にビートルズがロックの殿堂入りした際には、ビートルズのジョージ・ハリスンとリンゴ・スター、ジュリアン・レノンなどとともにその授賞パーティに姿を見せた。また、同年公開のジョンの伝記映画『イマジン　ジョン・レノン』、マイケル・ジャクソンの主演映画『ムーンウォーカー』などにも出演し、話題を呼んだ。
ジョンが亡くなってから10年後の1990年には、ヨーコや佐野元春などによる企画盤『HAPPY BIRTHDAY, JOHN』に参加。1991年にリリースされたレニー・クラヴィッツのアルバム『ママ・セッド』では「オール・アイ・エヴァー・ウォンテッド」を共作し、レコーディングにもゲスト参加した。1992年には、ジョンがショーンに捧げた「ビューティフル・ボーイ」がCFソングとして流れる資生堂のCMに出演している。
1994年にジョンがソロ・アーティストとして殿堂入りを果たした際にも、ポール・マッカートニーと共に母子揃って授賞式に出席している。
1990年代中盤からは、音楽家としての活動を本格的に始動。1995年発表の母ヨーコのアルバム『ライジング』ではバックバンド「IMA」として演奏面でも全面的にサポート。また、チボ・マットのサポート・メンバーとしても活躍した。

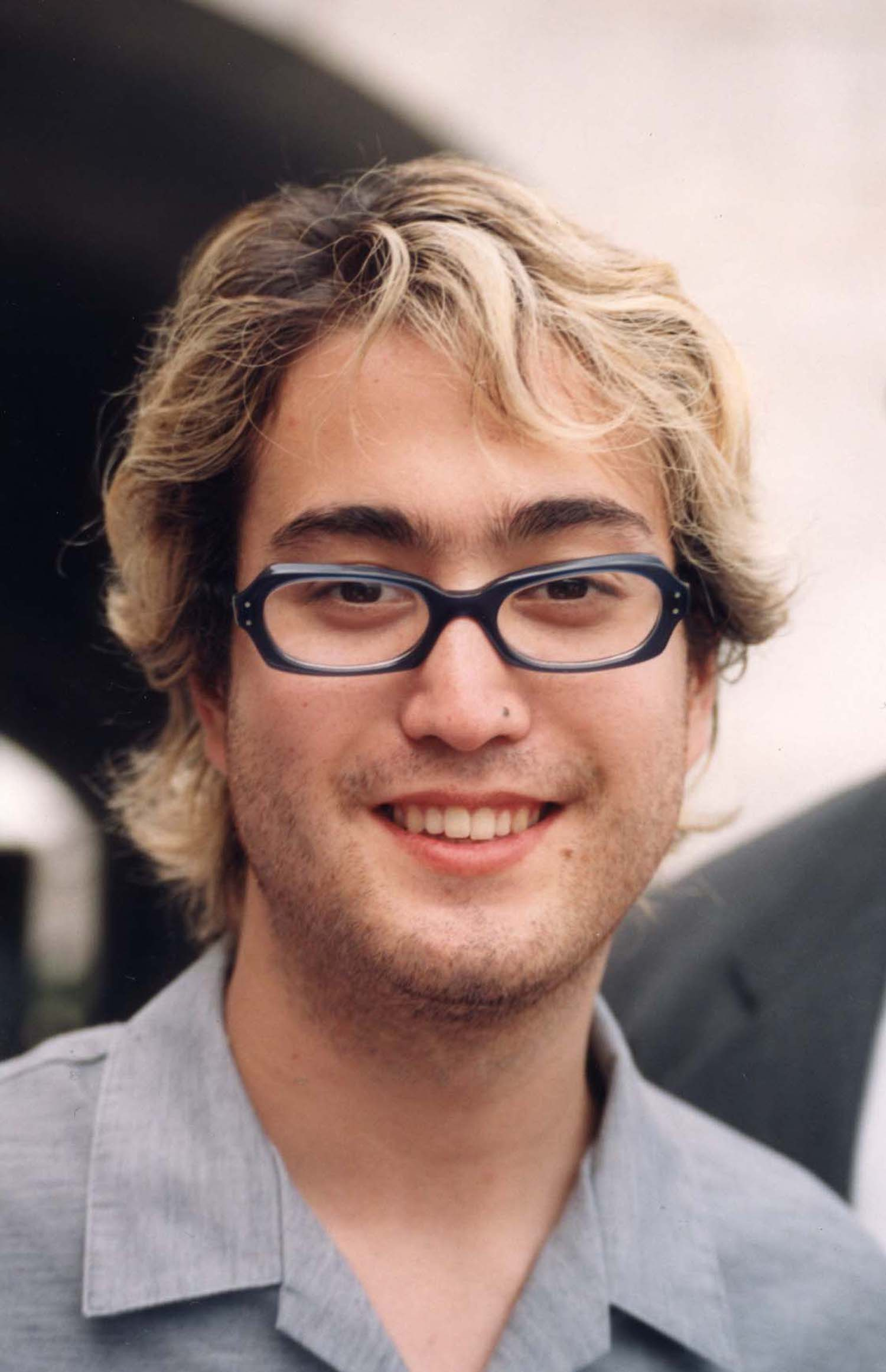
青年期のショーン（1998年）

1998年には、ビースティ・ボーイズが主宰していたグランド・ロイヤル・レコードから初のソロ・アルバム『イントゥ・ザ・サン』をチボ・マットの本田ゆかのプロデュースで発表。同年に、本田らチボ・マットのメンバーを従えた来日公演も行う。来日時に出演したフジテレビ系の音楽番組、『LOVE LOVEあいしてる』の1コーナー「プリプリプリティ」で、篠原ともえと友達になる。ショーンは自身のミドルネームにちなんだウルトラマンタロウのイラストを描いて見せ「ボクノ、ナマエハ、タローデス」と日本語で自己紹介している。後日篠原は、ショーンのステージにゲスト参加した。その影響からか、ウサギ耳にアニメのTシャツ、アクセサリー、可愛いデザインのZO-3ギターを身に着けるなどショーン自身何度か「シノラー」化したこともある。
翌年には、日本限定で東芝EMIから同作のバージョン違いやリミックス、アウトテイクなどを集めたミニアルバム『ハーフ・ホース、ハーフ・ミュージシャン』が発売された。この音源は、元々はアメリカ国内向けに作られたプロモーション・アルバムで、発売用に8曲目を追加したもの。
2001年にグランド・ロイヤルが閉鎖した後はキャピトル・レコードと新たに契約を交わしている。その後の活動は、再び他アーティストの作品のゲスト参加が主となり、自身のソロ作品は長い間発表されなかった。
2005年には、村上龍の同名小説が原作の映画『コインロッカー・ベイビーズ』に、浅野忠信らとともに出演する予定であることが日本のスポーツ紙に報道された。共同脚本にも参加している。しかし、現在に至るまで実現されていない。
2006年9月26日にアメリカで、2作目のソロ・アルバム『フレンドリー・ファイア』が8年ぶりにリリースされる。
その際、「今となっては浅はかだったが」と前置きした上で、自分が少年時代からのニルヴァーナファンで、ドラマーのデイヴ・グロールに「ニルヴァーナに入れてくれ」と手紙にデモテープを入れて頼んだ事があるのを明かした。返事は「君の送ってくれた音楽をいつも聞いているけど、フー・ファイターズという新バンドをやるので出来ない」というものだったが、新バンドが出来ることに喜んだという。「この方向がもし違ったら、自分の2枚目のアルバムが出来なかったかもしれない」と語っている。
2007年8月には、サマーソニック出演のため来日。次いで11月23日～30日には、東京・大阪・福岡のビルボード・ライヴにて単独来日公演を行う予定であったが、本人の都合により中止となった。
2008年5月から2014年までホンダ・フリードのCMに出演していた。ちなみに異母兄のジュリアン・レノンも1985年にホンダ・シティのCMに出演したことがある。
2009年、自身が主宰するレーベルChimera Musicを設立。9月より、オノ・ヨーコらと共にYOKO ONO PLASTIC ONO BANDのバンド名義で活動。日本に長期滞在し、『徹子の部屋』などのテレビ番組にも出演。11月には東京国際フォーラムでライヴを行った。
2013年、小山田圭吾に誘われて『攻殻機動隊 ARISE』第3話のエンディング曲に参加。日本のアニメが大好きで、すでに攻殻機動隊シリーズも見ていたという。

## ディスコグラフィ

### スタジオ・アルバム
- イントゥ・ザ・サン - Into The Sun（1998年5月8日）
  1. ミステリー・ジュース - Mystery Juice
  2. イントゥ・ザ・サン - Into the Sun
  3. ホーム - Home
  4. バスタブ - Bathtub
  5. ワン・ナイト - One Night
  6. スペースシップ - Spaceship
  7. フォトシンセシス - Photosynthesis
  8. キュー - Queue
  9. トゥー・ファイン・ラヴァーズ - Two Fine Lovers
  10. パート・ワン・オブ・ザ・カウボーイ・トリロジー - Part One of the Cowboy Trilogy
  11. ウェイステッド - Wasted
  12. ブリーズ - Breeze
  13. ショーンズ・テーマ - Sean's Theme
  14. インターミッション - Intermission (B)
  15. 5/8 - 5-8 (B)
- ハーフ・ホース,ハーフ・ミュージシャン（1999年2月10日）
  1. キュー（ラジオ・ミックス） - Queue (Radio Mix)
  2. スペースシップ（ラジオ・ミックス） - Spaceship (Radio Mix)
  3. ドリーム - Dream
  4. ハート&ラング（テキサス・モーテル・ヴァージョン） - Heart & Lung (Texas Motel Version)
  5. 5/8 - 5-8
  6. ピラミッド - Pyramid
  7. ハピネス（オン・ザ・バス・ヴァージョン） - Happiness (On the Bus Version)
  8. イントゥ・ザ・サン（ムーグ・リミックス） - Into the Sun (Moog Remix)
- フレンドリー・ファイア - Friendly Fire（2006年9月29日）
  1. デッド・ミート - Dead Meat
  2. ウエイト・フォー・ミー - Wait For Me
  3. パラシュート - Parachute
  4. フレンドリー・ファイア - Friendly Fire
  5. スペクタクル - Spectacle
  6. トゥモロウ - Tomorrow
  7. オン・アゲイン・オフ・アゲイン - On Again Off Again
  8. ヘッドライツ - Headlights
  9. ウッド・アイ・ビー・ザ・ワン - Would I Be The One
  10. フォーリング・アウト・オブ・ラヴ - Falling Out Of Love
  11. フリーキング・アウト - Freaking Out (B)
- ローゼンクランツ・アンド・ギルデンスターン・アー・アンデッド -　Rosenerantz and Guildenstern are Undead（2009年11月18日）
  1. Title theme
  2. Elsinore
  3. Feed
  4. Elsinore Reprise
  5. Fortenbras
  6. Yorick's Skull
  7. Charlotte's Theme
  8. hamlet's Theme
  9. Gibber And Squeak
  10. Elsinore Revisted
  11. 's Blood
  12. Bobby's Bedroom
  13. The Interview
  14. Finale
  15. Desire

### コラボレーション
- Heart Grenade - ショーン レノン コーネリアス」名義（コーネリアス作曲、レノン作詞・歌唱)のコラボレーション曲。『攻殻機動隊 ARISE』第3話のエンディングテーマ[6]。